# Coupe de Suisse de football 2013-2014
Navigation
Édition précédente Édition suivante
La 89e coupe de Suisse a eu lieu entre le 17 août 2013 et le 21 avril 2014.

## La formule
64 équipes participent au 1er tour principal de la Coupe Suisse. Les 10 clubs de la Super League ainsi que les 9 clubs de la Challenge League sont qualifiés d'emblée pour la Coupe Suisse. (Le FC Vaduz, actif en Challenge League, n'est pas autorisé à jouer, car il participe déjà aux matches de coupe de la Principauté de Liechtenstein). Ces 19 clubs sont rejoints par 45 clubs qui proviennent de la Première Ligue (Première Lige Promotion et Première Ligue Classic) ainsi que de la Ligue Amateur et de clubs des Associations régionales. Ces derniers doivent se qualifier dans des éliminatoires régionaux. Les matches de la Coupe Suisse se jouent à élimination directe.
1er tour (32e de finale)
Les clubs de la Super League et de la Challenge League sont déterminés et ne se rencontrent pas directement. Les équipes de ligue inférieure ont l'avantage du terrain. 
2e tour (16e de finale)
Les équipes de la Super League sont déterminées et ne se rencontrent pas directement. Les équipes de ligue inférieure ont l'avantage du terrain. 
3e tour (8e de finale)
Il n'y a plus d'équipes déterminées. Les équipes de ligue inférieure ont l'avantage du terrain. Les clubs de Super League ne se rencontrent pas, dans la mesure du possible, ils sont désignés comme têtes de séries. 
4e tour (1/4 de finale)
Plus d'équipes déterminées, les premières équipes tirées ont l'avantage du terrain. 
5e tour (1/2 de finale)
Plus d'équipes déterminées, les premières équipes tirées ont l'avantage du terrain. 
6e tour (finale)
La première équipe tirée est «club recevant».

## Clubs participants
Toutes les équipes d'Axpo Super League (ASL - 10 équipes), Challenge League (ChL - 9 équipes, le FC Vaduz ne participant pas à la Coupe Suisse), des équipes de 1re ligue Promotion (10 équipes), 1re ligue Classique (11 équipes), 2e ligue interregionale (10 équipes), 2e ligue (12 équipes), et 3e ligue (2 équipes).
| Super League 10 équipes | Challenge League 9 équipes | 1re ligue promotion 10 équipes | 1re ligue classique 11 équipes | 2e ligue interrégionale 10 équipes | Ligues inférieures 14 équipes |
| --- | --- | --- | --- | --- | --- |
| - FC Aarau - FC Bâle - GC ZurichTT - FC Lausanne-Sport - FC Lucerne - FC Sion - FC Saint-Gall - FC Thoune - BSC Young Boys - FC Zurich | - FC Biel-Bienne - FC Chiasso - FC Locarno - FC Lugano - FC Schaffhouse - Servette FC - FC Wil 1900 - FC Winterthour - FC Wohlen | - AC Bellinzone - Etoile Carouge FC - FC Köniz - SC Kriens - FC Le Mont Lausanne - FC Stade Nyonnais - SC Brühl - FC Tuggen - BSC Old Boys - SC YF Juventus | - FC Concordia Bâle - FC Bavois - FC Bulle - FC Echallens - FC Baden - Lancy FC - FC Münsingen - Neuchâtel Xamax FCS - FC Schötz - FC Sursee - US Terre-Sainte | - FC Altstätten - FC Amriswil - FC Ascona - SC Buochs - FC Dietikon - FC Hergiswil - FC La Chaux-de-Fonds - FC Kreuzlingen - FC Stade Lausanne-Ouchy - FC Vevey Sports 05 | 2e ligue - SC Balerna - FC Bassersdorf - FC Chippis - FC Cornol - SC Fulenbach - AS Calcio Kreuzlingen - FC Murten - FC Reinach - FC Savièse - FC Schönbühl - FC Suhr - FC Veyrier Sports 3e ligue - SC Obergeissenstein - FC Wiesendangen |

## Résultats

### Premier tour
Le premier tour (32e de finale) s'est disputé du 14 au 18 août 2013.
TT = Tenant du titre
| Équipe 1              | Résultat              | Équipe 2                   |
| --------------------- | --------------------- | -------------------------- |
| 14 août 2013          |                       |                            |
| SC Fulenbach          | 0 – 6                 | FC Baden                   |
| 17 août 2013          |                       |                            |
| FC Sursee             | 1 – 3ap               | FC Sion                    |
| FC Bassersdorf        | 0 – 6                 | FC Zurich                  |
| FC Veyrier Sports     | 0 – 8                 | BSC Young Boys             |
| FC Kreuzlingen        | 2 – 4                 | FC Stade Lausanne-Ouchy    |
| FC Amriswil           | 2 – 3                 | FC Tuggen                  |
| FC Altstätten         | 0 – 5                 | FC Wohlen                  |
| FC Münsingen          | 2 – 0                 | FC Bulle                   |
| FC Reinach            | 1 – 4                 | Lancy FC                   |
| FC Wiesendangen       | 1 – 2                 | FC Savièse                 |
| SC Kriens             | 0 – 1                 | Grasshopper Club Zurich TT |
| SC Brühl              | 5 - 4 tab ( 0 – 0ap ) | FC Winterthour             |
| FC Stade Nyonnais     | 2 – 0ap               | AC Bellinzone              |
| BSC Old Boys          | 0 – 1ap               | FC Bâle                    |
| FC Le Mont Lausanne   | 4 – 1                 | FC Wil 1900                |
| US Terre-Sainte       | 2 – 1                 | FC Chiasso                 |
| SC Balerna            | 1 – 3                 | FC Hergiswil               |
| FC Dietikon           | 0 – 6                 | SC YF Juventus             |
| FC Vevey Sports 05    | 1 – 3                 | FC Köniz                   |
| Etoile Carouge FC     | 1 – 4                 | FC Lugano                  |
| FC La Chaux-de-Fonds  | 0 – 3                 | Servette FC                |
| 18 août 2013          |                       |                            |
| FC Concordia Bâle     | 2 – 4                 | FC Biel-Bienne             |
| FC Chippis            | 0 - 6                 | FC Schaffhouse             |
| SC Obergeissenstein   | 1 – 3                 | FC Bavois                  |
| FC Murten             | 0 - 11                | FC Lucerne                 |
| FC Cornol             | 0 – 7                 | FC Lausanne-Sport          |
| FC Echallens          | 1 – 3                 | FC Thoune                  |
| FC Suhr               | 1 – 3                 | SC Buochs                  |
| FC Schönbühl          | 1 – 8                 | FC Saint-Gall              |
| Neuchâtel Xamax FCS   | 1 – 3                 | FC Aarau                   |
| AS Calcio Kreuzlingen | 0 – 4                 | FC Schötz                  |
| FC Ascona             | 1 – 2ap               | FC Locarno                 |

### Deuxième tour
Le deuxième tour (16e de finale) aura lieu du 13 au 14 septembre 2013.
TT = Tenant du titre
| Équipe 1                | Résultat | Équipe 2                   |
| ----------------------- | -------- | -------------------------- |
| 13 septembre 2013       |          |                            |
| FC Locarno              | 0 – 3    | FC Thoune                  |
| 14 septembre 2013       |          |                            |
| FC Hergiswil            | 2 – 3    | FC Baden                   |
| FC Stade Nyonnais       | 2 – 4ap  | Grasshopper Club Zurich TT |
| FC Schötz               | 3 - 4    | FC Köniz                   |
| SC Brühl                | 3 – 2    | FC Schaffhouse             |
| FC Münsingen            | 0 – 1    | FC Bâle                    |
| SC YF Juventus          | 2 – 4    | BSC Young Boys             |
| FC Bavois               | 0 – 4    | FC Biel-Bienne             |
| Lancy FC                | 0 – 5    | FC Le Mont Lausanne        |
| FC Savièse              | 1 – 3    | FC Tuggen                  |
| SC Buochs               | 1 – 5ap  | FC Aarau                   |
| Servette FC             | 0 – 1    | FC Lausanne-Sport          |
| 15 septembre 2013       |          |                            |
| FC Wohlen               | 0 – 1    | FC Sion                    |
| US Terre-Sainte         | 1 – 4    | FC Lucerne                 |
| FC Stade Lausanne-Ouchy | 2 - 3    | FC Zurich                  |
| FC Lugano               | 1 – 3    | FC Saint-Gall              |

### Troisième tour
Le troisième tour (8e de finale) aura lieu le week-end du 9 et 10 novembre 2013.
TT = Tenant du titre
| Équipe 1            | Résultat | Équipe 2                   |
| ------------------- | -------- | -------------------------- |
| 9 novembre 2013     |          |                            |
| FC Baden            | 1 – 4    | FC Zurich                  |
| FC Köniz            | 1 – 4    | Grasshopper Club Zurich TT |
| FC Le Mont Lausanne | 4 – 1    | BSC Young Boys             |
| SC Brühl            | 0 – 3    | FC Lausanne-Sport          |
| 10 novembre 2013    |          |                            |
| FC Tuggen           | 1 – 3    | FC Bâle                    |
| FC Lucerne          | 1 – 0    | FC Sion                    |
| FC Saint-Gall       | 4 – 0    | FC Aarau                   |
| 14 novembre 2013    |          |                            |
| FC Biel-Bienne      | 0 – 1ap  | FC Thoune                  |

### Quarts de finale
| 4 décembre 2013 | FC Thoune                                    | 4 – 3 (a.p.) | Grasshopper Club Zurich TT                    | Arena Thoune                                    |                                                 |
| 19:00           |                                              | (0 – 0)      |                                               | Spectateurs : 2 764 Arbitrage : Sébastien Pache | Spectateurs : 2 764 Arbitrage : Sébastien Pache |
| 19:00           | Rapport                                      |              |                                               | Spectateurs : 2 764 Arbitrage : Sébastien Pache | Spectateurs : 2 764 Arbitrage : Sébastien Pache |
| 19:00           | Schneuwly · Lüthi · Wittwer · Mencia · Sadik | Tirs au but  | Toko · Gashi · Feltscher · Dingsdag · Vilotić | Spectateurs : 2 764 Arbitrage : Sébastien Pache | Spectateurs : 2 764 Arbitrage : Sébastien Pache |

| 4 décembre 2013 | FC Lucerne                 | 2 – 0   | FC Lausanne-Sport | swissporarena                                |                                              |
| 19:45           | Rangelov 61e · Lezcano 70e | (0 – 0) |                   | Spectateurs : 6 110 Arbitrage : Sascha Amhof | Spectateurs : 6 110 Arbitrage : Sascha Amhof |
| 19:45           | Rapport                    |         |                   | Spectateurs : 6 110 Arbitrage : Sascha Amhof | Spectateurs : 6 110 Arbitrage : Sascha Amhof |

| 4 décembre 2013 | FC Saint-Gall | 0 – 1   | FC Zurich | AFG Arena                                        |                                                  |
| 20:15           |               | (0 – 0) | Rikan 82e | Spectateurs : 7 753 Arbitrage : Adrien Jaccottet | Spectateurs : 7 753 Arbitrage : Adrien Jaccottet |
| 20:15           | Rapport       |         |           | Spectateurs : 7 753 Arbitrage : Adrien Jaccottet | Spectateurs : 7 753 Arbitrage : Adrien Jaccottet |

| 5 février 2014 | FC Bâle                                                                         | 6 – 1   | FC Le Mont LS | Parc Saint-Jacques                           |                                              |
| 19:30          | Andrist 6e · Suchý 8e · Streller 45e · Frei 48e · David Degen 59e · Andrist 84e | (3 – 0) | Bouziane 89e  | Spectateurs : 6 138 Arbitrage : Patrick Graf | Spectateurs : 6 138 Arbitrage : Patrick Graf |
| 19:30          | Rapport                                                                         |         |               | Spectateurs : 6 138 Arbitrage : Patrick Graf | Spectateurs : 6 138 Arbitrage : Patrick Graf |

### Demi-finales
| 26 mars 2014 | FC Bâle   | 1 – 0   | FC Lucerne | Parc Saint-Jacques                           |                                              |
| 19:00        | Callà 80e | (0 - 0) |            | Spectateurs : 12 668 Arbitrage : Alain Bieri | Spectateurs : 12 668 Arbitrage : Alain Bieri |
| 19:00        | Rapport   |         |            | Spectateurs : 12 668 Arbitrage : Alain Bieri | Spectateurs : 12 668 Arbitrage : Alain Bieri |

| 26 mars 2014 | FC Zurich                                             | 5 – 4 (a.p.) | FC Thoune                                               | Letzigrund                                       |                                                  |
| 21:00        |                                                       | (0 – 0)      |                                                         | Spectateurs : 8 575 Arbitrage : Adrien Jaccottet | Spectateurs : 8 575 Arbitrage : Adrien Jaccottet |
| 21:00        | Rapport                                               |              |                                                         | Spectateurs : 8 575 Arbitrage : Adrien Jaccottet | Spectateurs : 8 575 Arbitrage : Adrien Jaccottet |
| 21:00        | Buff · Chikhaoui · Sadiku · Teixeira · Pedro Henrique | Tirs au but  | C. Schneuwly · Lüthi · Zuffi · M. Schneuwly · Schirinzi | Spectateurs : 8 575 Arbitrage : Adrien Jaccottet | Spectateurs : 8 575 Arbitrage : Adrien Jaccottet |

### Finale
| 21 avril 2014 | FC Zurich                         | 2 – 0 (a.p.) | FC Bâle | Stade de Suisse                               |                                               |
| 14:00         | Gavranović 100e · Gavranović 104e | (0 - 0)      |         | Spectateurs : 23 312 Arbitrage : Patrick Graf | Spectateurs : 23 312 Arbitrage : Patrick Graf |
| 14:00         | Rapport                           |              |         | Spectateurs : 23 312 Arbitrage : Patrick Graf | Spectateurs : 23 312 Arbitrage : Patrick Graf |

## Synthèse

### Nombre d'équipes par division et par tour
| Divisions / Manches              | Premier tour | Deuxième tour | Troisième tour | Quarts de finale | Demi- finales | Finale |
| -------------------------------- | ------------ | ------------- | -------------- | ---------------- | ------------- | ------ |
| Super League 10 clubs            | 10           | 10            | 10             | 7                | 4             | 2      |
| Challenge League 9 clubs         | 9            | 6             | 1              | Aucun            | Aucun         | Aucun  |
| 1re Ligue Promotion 10 clubs     | 10           | 6             | 4              | 1                | Aucun         | Aucun  |
| 1re Ligue Classic 11 clubs       | 11           | 6             | 1              | Aucun            | Aucun         | Aucun  |
| 2e Ligue interrégionale 10 clubs | 10           | 3             | Aucun          | Aucun            | Aucun         | Aucun  |
| 2e Ligue 12 clubs                | 12           | 1             | Aucun          | Aucun            | Aucun         | Aucun  |
| 3e Ligue 2 clubs                 | 2            | Aucun         | Aucun          | Aucun            | Aucun         | Aucun  |
| Total                            | 64           | 32            | 16             | 8                | 4             | 2      |

### Tableau final
| \| Grasshopper Lausanne-Sport FC Saint-Gall FC Le Mont LS FC Thoune FC Lucerne FC Bâle FC Zurich \| Localisation des clubs qualifiés pour la phase finale. Quart de finalistes Demi-finalistes Finaliste Vainqueur |
| Grasshopper Lausanne-Sport FC Saint-Gall FC Le Mont LS FC Thoune FC Lucerne FC Bâle FC Zurich |

|  | Quarts de finale        | Quarts de finale        | Quarts de finale   | Quarts de finale |              |              | Demi-finales | Demi-finales | Demi-finales | Demi-finales |  |  | Finale          | Finale          | Finale          | Finale          |
|  |                         |                         |                    |                  |              |              |              |              |              |              |  |  |                 |                 |                 |                 |
|  | AFG Arena               | AFG Arena               | AFG Arena          | AFG Arena        |              |              | Letzigrund   | Letzigrund   | Letzigrund   | Letzigrund   |  |  | Stade de Suisse | Stade de Suisse | Stade de Suisse | Stade de Suisse |
|  | AFG Arena               | AFG Arena               | AFG Arena          | AFG Arena        |              |              | Letzigrund   | Letzigrund   | Letzigrund   | Letzigrund   |  |  | Stade de Suisse | Stade de Suisse | Stade de Suisse | Stade de Suisse |
|  | FC Saint-Gall           | FC Saint-Gall           | 0                  | 0                |              |              | Letzigrund   | Letzigrund   | Letzigrund   | Letzigrund   |  |  | Stade de Suisse | Stade de Suisse | Stade de Suisse | Stade de Suisse |
|  | FC Saint-Gall           | FC Saint-Gall           | 0                  | 0                |              |              | Letzigrund   | Letzigrund   | Letzigrund   | Letzigrund   |  |  | Stade de Suisse | Stade de Suisse | Stade de Suisse | Stade de Suisse |
|  | FC Zurich               | FC Zurich               | 1                  | 1                |              |              | Letzigrund   | Letzigrund   | Letzigrund   | Letzigrund   |  |  | Stade de Suisse | Stade de Suisse | Stade de Suisse | Stade de Suisse |
|  | FC Zurich               | FC Zurich               | 1                  | 1                | FC Zurichtab | FC Zurichtab | 0 (5)        | 0 (5)        |              |              |  |  | Stade de Suisse | Stade de Suisse | Stade de Suisse | Stade de Suisse |
|  | Arena Thoune            |                         |                    |                  | FC Zurichtab | FC Zurichtab | 0 (5)        | 0 (5)        |              |              |  |  | Stade de Suisse | Stade de Suisse | Stade de Suisse | Stade de Suisse |
|  |                         |                         | FC Thoune          | FC Thoune        | 4 (0)        | 4 (0)        |              |              |              |              |  |  | Stade de Suisse | Stade de Suisse | Stade de Suisse | Stade de Suisse |
|  | FC Thounetab            | FC Thounetab            | FC Thoune          | FC Thoune        | 4 (0)        | 4 (0)        | 0 (4)        | 0 (4)        |              |              |  |  | Stade de Suisse | Stade de Suisse | Stade de Suisse | Stade de Suisse |
|  | FC Thounetab            | FC Thounetab            | Parc Saint-Jacques |                  |              |              | 0 (4)        | 0 (4)        |              |              |  |  | Stade de Suisse | Stade de Suisse | Stade de Suisse | Stade de Suisse |
|  | Grasshopper Club Zurich | Grasshopper Club Zurich | 0 (3)              | 0 (3)            |              |              |              |              |              |              |  |  | Stade de Suisse | Stade de Suisse | Stade de Suisse | Stade de Suisse |
|  | Grasshopper Club Zurich | Grasshopper Club Zurich | 0 (3)              | 0 (3)            | FC Zurich    | FC Zurich    | 2ap          | 2ap          |              |              |  |  |                 |                 |                 |                 |
|  | Parc Saint-Jacques      |                         |                    |                  | FC Zurich    | FC Zurich    | 2ap          | 2ap          |              |              |  |  |                 |                 |                 |                 |
|  |                         |                         | FC Bâle            | FC Bâle          | 0            | 0            |              |              |              |              |  |  |                 |                 |                 |                 |
|  | FC Bâle                 | FC Bâle                 | FC Bâle            | FC Bâle          | 0            | 0            | 6            | 6            |              |              |  |  |                 |                 |                 |                 |
|  | FC Bâle                 | FC Bâle                 |                    |                  |              |              |              |              |              |              |  |  |                 |                 |                 |                 |
|  | FC Le Mont LS           | FC Le Mont LS           | 1                  | 1                |              |              |              |              |              |              |  |  |                 |                 |                 |                 |
|  | FC Le Mont LS           | FC Le Mont LS           | 1                  | 1                | FC Bâle      | FC Bâle      | 1            | 1            |              |              |  |  |                 |                 |                 |                 |
|  | Swissporarena           |                         |                    |                  | FC Bâle      | FC Bâle      | 1            | 1            |              |              |  |  |                 |                 |                 |                 |
|  |                         |                         | FC Lucerne         | FC Lucerne       | 0            | 0            |              |              |              |              |  |  |                 |                 |                 |                 |
|  | FC Lucerne              | FC Lucerne              | FC Lucerne         | FC Lucerne       | 0            | 0            | 2            | 2            |              |              |  |  |                 |                 |                 |                 |
|  | FC Lucerne              | FC Lucerne              |                    |                  |              |              |              | 2            |              |              |  |  |                 |                 |                 |                 |
|  | FC Lausanne-Sport       | FC Lausanne-Sport       | 0                  | 0                |              |              |              |              |              |              |  |  |                 |                 |                 |                 |
|  | FC Lausanne-Sport       | FC Lausanne-Sport       | 0                  | 0                |              |              |              |              |              |              |  |  |                 |                 |                 |                 |
|  |                         |                         |                    |                  |              |              |              |              |              |              |  |  |                 |                 |                 |                 |

( ) = Tirs au but; ap = Après prolongation